# Portage Township (comté de Cambria, Pennsylvanie)
Portage Township est un township, situé au sud-est du comté de Cambria, aux États-Unis,. En 2010, il comptait une population de 1 619 habitants.

## Démographie
Lors du recensement de 2010, le township comptait une population de 1 619 habitants. Elle est estimée, en 2016, à 3 470 habitants.

### Source de la traduction
- (en) Cet article est partiellement ou en totalité issu de l’article de Wikipédia en anglais intitulé « Portage Township, Cambria County, Pennsylvania » (voir la liste des auteurs).